# Toesa
La toesa és una antiga unitat de longitud que encara correspon a sis peus francesos 1,2, o dos metres o un i mig, o 1,949 m.
La toesa és una declaració de quantitat "contra" el paràmetre (l'equivalent a l'enquesta de quantitat que es fa contra el paràmetre). L'eina de mesura i l'eina de mesura realitzen el dispositiu de mesura i la seva verificació.

## Unitat de longitud
A l'antiga Grècia es deia "orguia". Sempre hi ha exactament sis peus en un cap de fat. Per a un peu "normal" d'aproximadament 30 cm, això dona una longitud aproximada d'1,80 m. Per tant, això correspon tant a la distància entre els dos braços estesos com a la mida humana. Al Canadà francès, el seu símbol oficial és T.
Només a França, atès que el "peu de rei de França" era particularment gran per comparar-lo amb mesures equivalents a qualsevol altre lloc, la vareta de mesura estava especialitzada en mesurar la mida humana ("Passer sous la toise"), perquè gairebé ningú no mesurava. -pies de mida. Per designar el significat tradicional de "l'extensió dels braços", es va crear un altre "cap de fat" a França, que es deia braça, que mesurava cinc peus de rei. També a l'època romana, la mesura de cinc peus s'atribueix al pas (de dues passes). A França, la braça també s'utilitza per fer el "toise marine" (brasa en anglès, Faden en alemany), tot i que en anglès i alemany aquesta última mesura també és de sis peus.
Com a molts altres països, la vareta de mesura es va utilitzar a França en la definició legal d'unitats de longitud. Històricament, tres brasses de longituds diferents eren de curs legal a França.